# Мезуза
Мезуза (івр. מְזוּזָה‎ — «одвірок»; мн.:івр. מְזוּזוֹת мезузот) — в єврейській культурі сувій пергаменту з фрагментом тексту молитви «Шма Ісраель» («Слухай Ізраїлю»), що вкладений у спеціальний футляр та закріплений з зовнішнього боку дверей біля чи на одвірку. 

## Зміст мезузи

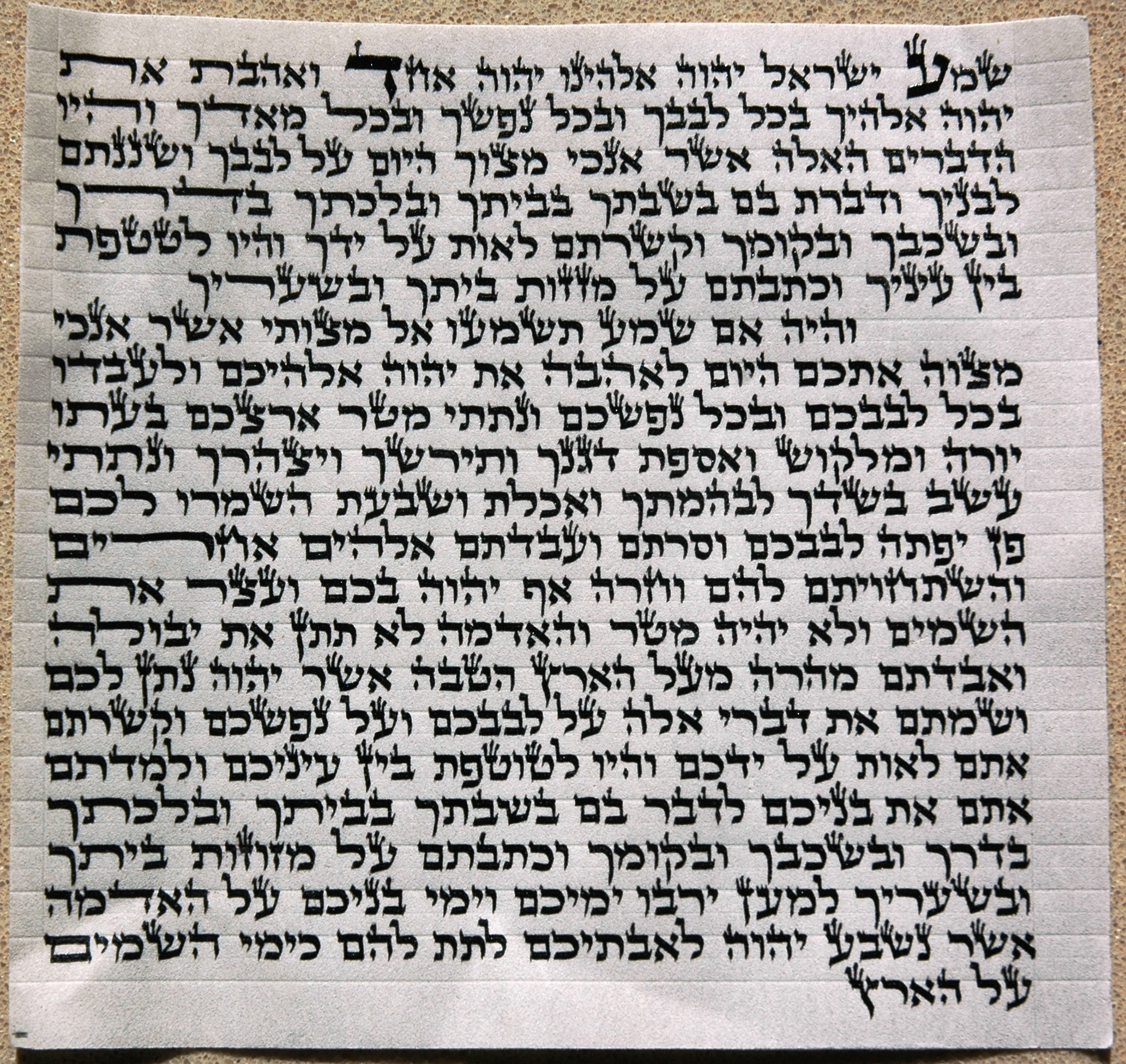
Молитва «Слухай Ізраїлю»
На пергаменті

Мезуза є частиною Галаха — сукупності юдейських законів. Навіть євреї, які не є набожними, зазвичай прикріпляють її на стінах власних осель.
Сама мезуза це молитва івр. שְׁמַע יִשְׂרָאֵל («Шма Ісраель»), яка містить два уривки з Тори (П'ятикнижжя Мойсея) — заповіт, де Бог звертається до Ізраїлю та закликає шанувати, не забувати його, як свого Господа, натомість обіцяє благословіння народу.
Звичай створювати мезузи окрім власне Тори базується на багатьох інших книгах Талмуду, зокрема:
- Мішна:  Меначот 3:7
- Вавилонський талмуд: Шаббат 32а, Йома 11а, Меначот 33а

### Молитва «Слухай Ізраїлю»
Цитата двох уривків з Повторення Закону (П'ята книга Мойсея), з яких складається мезуза:

Повт.Закону: розділ 6: вірші 4-9:
|  | 4 Слухай, Ізраїлю: Господь, Бог наш — Господь один! 5 І люби Господа, Бога твого, усім серцем своїм, і всією душею своєю, і всією силою своєю! 6 І будуть ці слова, що Я сьогодні наказую, на серці твоїм. 7 І пильно навчиш цього синів своїх, і будеш говорити про них, як сиді́тимеш удома, і як ходи́тимеш дорогою, і коли ти лежатимеш, і коли ти вставатимеш. 8 І прив'яжеш їх на ознаку на руку свою, і будуть вони пов'я́зкою між очима твоїми. 9 І напишеш їх на бічни́х одвірках дому свого та на брамах своїх. |

Повт.Закону: розділ 11: вірші 13-21:
|  | 13 І станеться, якщо справді ви будете слухати Моїх заповідей, що Я вам сьогодні наказую, — любити Господа, Бога вашого, і служити Йому всім вашим серцем і всією вашою душею, 14 то Я дам вам дощ вашого кра́ю своєча́сно, дощ ра́нній і дощ пі́зній, і збереш ти своє збіжжя, і свій сік виноградний, і оливу свою. 15 І дам Я траву на твоїм полі для твоєї худоби, і будеш ти їсти й наси́тишся. 16 Стережіться, щоб не було зве́дене ваше серце, і щоб ви не відступили, і не служили іншим бога́м, і не вклонялися їм. 17 А то запалиться гнів Господній на вас, і замкне́ небо, і не буде дощу́, а земля не дасть свого урожаю, і ви скоро погинете з тієї доброї землі, що Господь дає вам. 18 І покладете ви ці слова́ Мої на свої серця́ та на свої ду́ші, і прив'яжете їх на зна́ка на руці своїй, і вони будуть пов'я́зкою між вашими очима. 19 І будете навчати про них синів своїх, говорячи про них, коли ти сидітимеш у домі своїм, і коли ходитимеш дорогою, і коли лежатимеш, і коли вставатимеш. 20 І ти понаписуєш їх на бічни́х одві́рках дому свого і на брамах своїх, 21 щоб дні ваші та дні синів ваших на землі, яку́ Господь присягнув був батькам вашим дати їм, були такі довгі, як дні неба над землею. |

## Виріб
713 букв, 170 слів молитви «Слухай Ізраїлю» написані обов'язково від руки каліграфічним почерком у 22 рядках, на кошерному пергаменті. Пергамент згортається сувоєм. Сувій вкладається в захисний видовжений футляр. Футляр зазвичай прикрашається літерою «ש» («шин») або слово «שד» («Шадай» — «Всемогутній»). 
З благословінням футляр кріпиться на зовнішній стіні будинку. Для цього робиться або спеціальна виїмка в стіні, або кріплення приблизно на висоті двох третин висоти дверей, праворуч від них. Найчастіше розташовується під нахилом, верхнім кутом в бік дверей. 
Виробництво мезузи впродовж століть стало справжнім мистецтвом. Часто футляри виготовлено з вишуканим декоруванням з найрізноманітніших матеріалів: срібло та інші дорогоцінні метали, дерево, камінь, олово, полімерна глина.

## Галерея

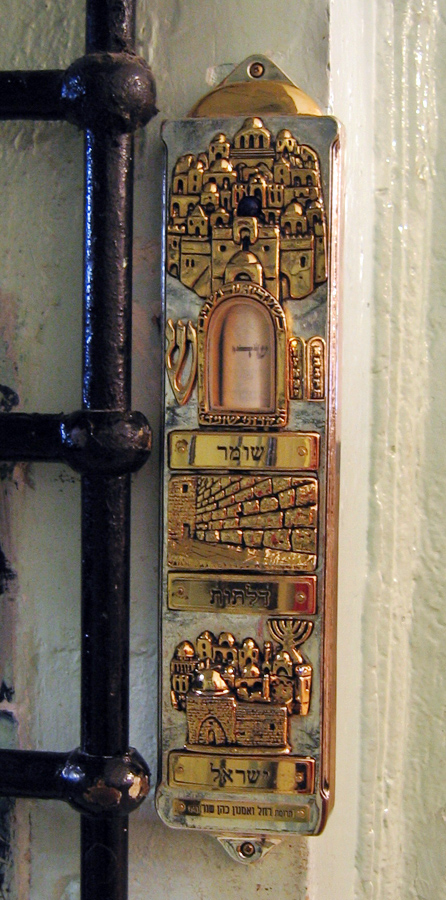
Декорована мезуза
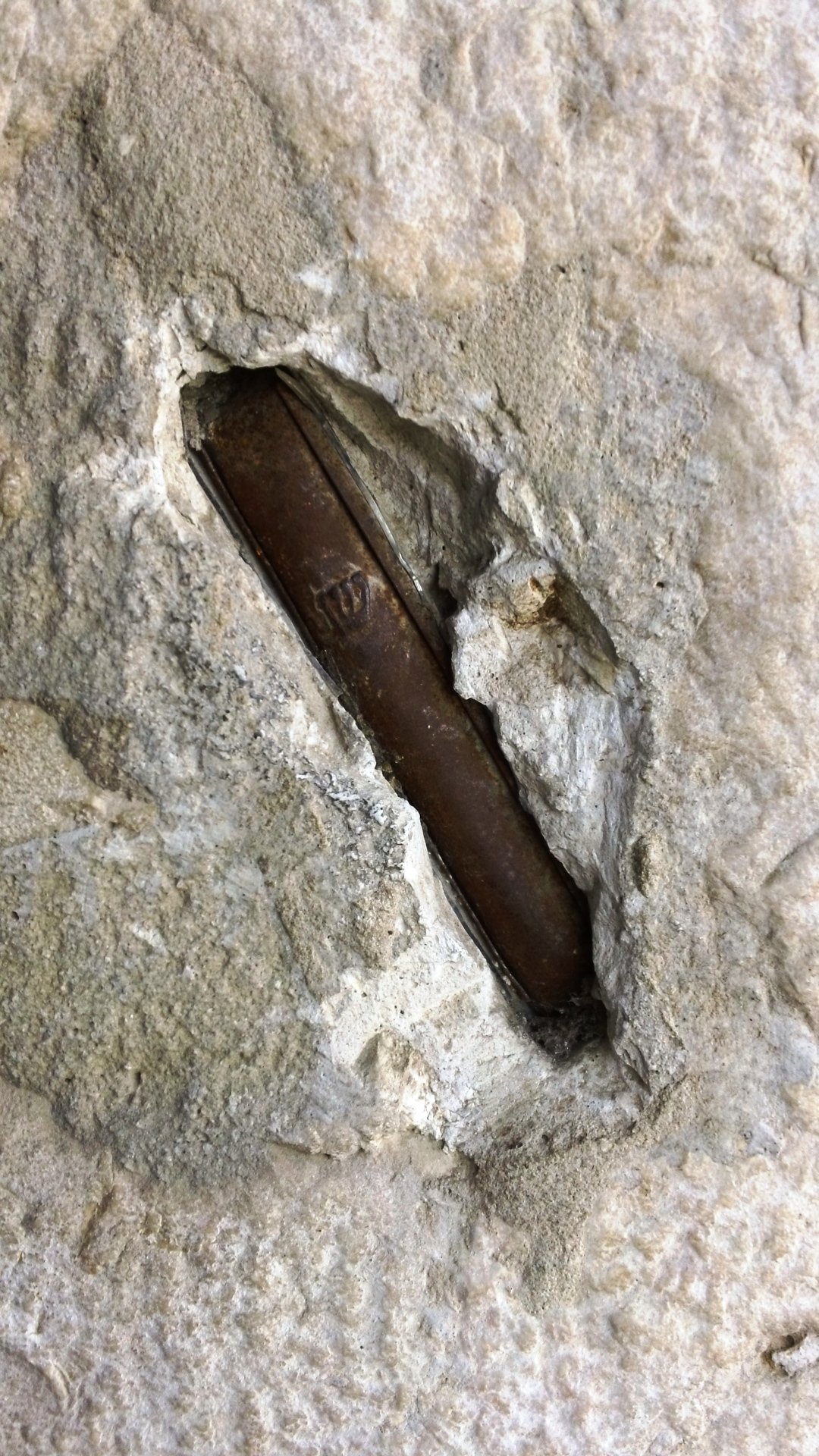
Мезуза в ніші стіни
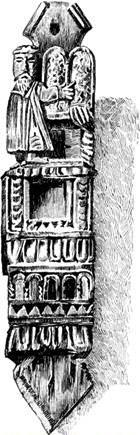
Літографія мезузи XIX ст.
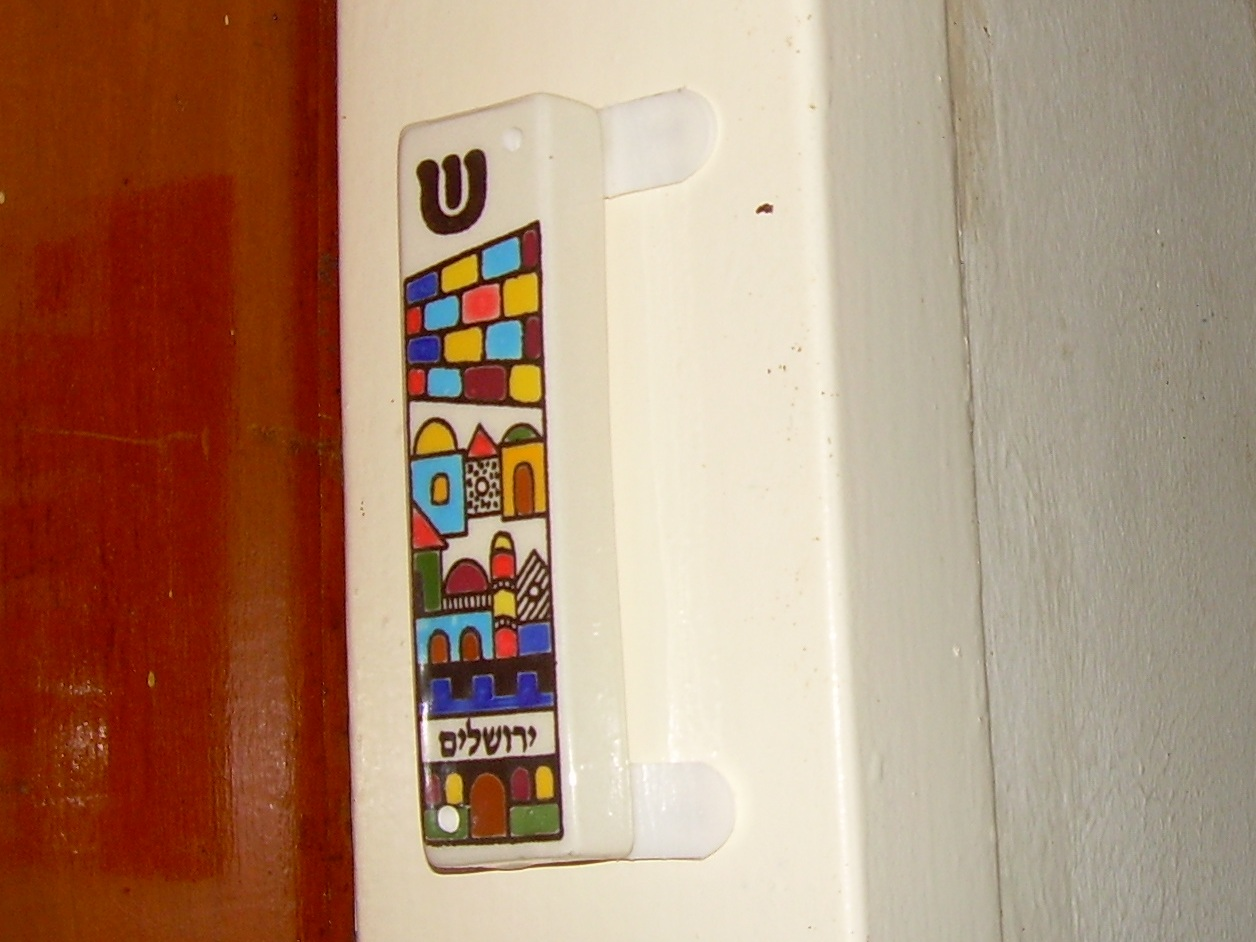
Керамічний футляр
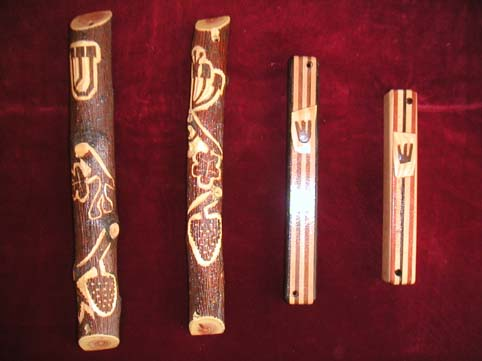
Дерев'яні мезузи